# محمد علي عضابي (عبس)

تعديل مصدري - تعديل

محمد علي عضابي هي إحدى قرى عزلة بني عضابي بمديرية عبس التابعة لمحافظة حجة، بلغ تعداد سكانها 179 نسمة حسب تعداد اليمن لعام 2004.